# Linh miêu Siberi
Linh miêu Siberia (Lynx lynx wrangeli) còn được gọi là Linh miêu Đông Siberia là một phân loài của Linh miêu Á-Âu sống ở vùng Viễn Đông Nga. Nó có mặt tại Dãy núi Stanovoy và phía đông sông Enisei. Có 5.890 cá thể trưởng thành ở vùng Viễn Đông Nga kể từ năm 2013. Thức ăn của chúng gồm có cả hoẵng Siberia.